# Islámský zlatý dinár

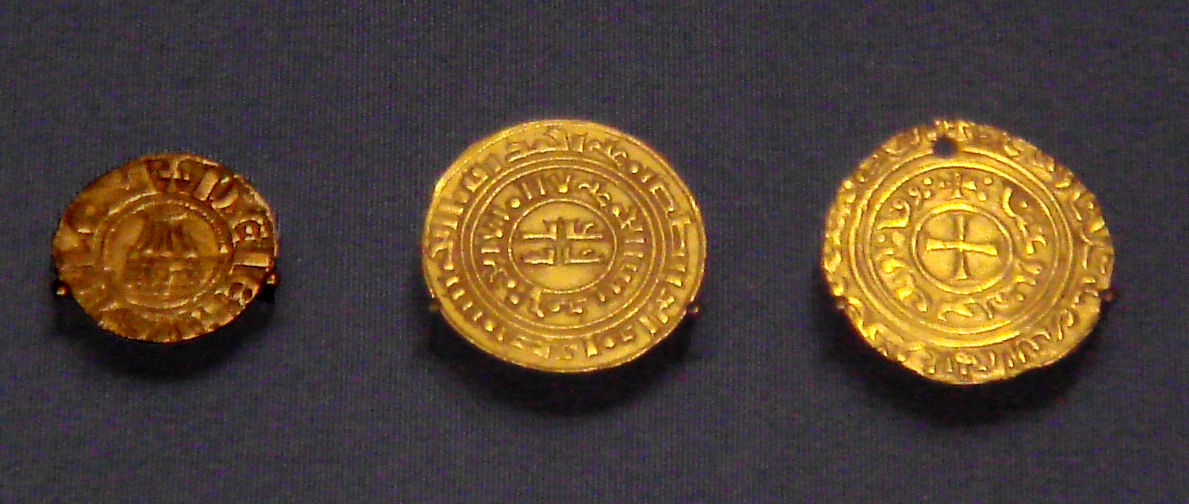
Zlaté mince z dob křížové výpravy do Jeruzaléma.

Islámský zlatý dinár (též moderní zlatý dinár) je měna určená a aspirující k oživení historického zlatého dináru, což byla hlavní měna z dob raného islámu.

## Mince
Islámský zlatý dinár ve skutečnosti představuje tři mince:
- zlaté mince, nazývaných dináry,
- stříbrné mince, nazývaných dirhamy.
- daniq coby dílčí měna o hmotnosti 1/6 dirhamu

## Definice
Složení mincí je následující:
- 1 dinár sestává z 4,25 gramů ryzího zlata
- 1 dirham sestává z 2,975 gramů ryzího stříbra
- Umar ibn al-Chattáb stanovil, že dirhamy a dináry musejí být hmotnostně v poměru 7:10.

Složení a hmotnosti obou mincí byly stanoveny dohodou, která je zakotvena v právu šaríja.

## Užití
Diskuze o užití „zlaté měny“ probíhaly na několika mezinárodních fórech v letech 1996 a 2000. 
Od roku 2000 se používá v Indonésii. V Malajsii (avšak pouze lokálně) se začal používat od roku 2006, kdy od roku 2010 bylo zlato pro mince těženo ve Spojených arabských emirátů, v roce 2011 další malajsijský stát, Perak, oznámil vlastní výrobu dinárů a dirhamů. Ve stejném roce měl údajně zavedení zlatého dináru plánovat i libyjský vůdce Muammar Kaddáfí, ale povstání v této severoafrické zemi realizaci tohoto úmyslu zabránilo.
Islámský zlatý dinár má nejednoznačné užití coby skutečná měna (oproti fiat měně – pro placení například daní, různých úředních poplatků apod. nemá oporu v zákoně), nicméně může být použit jako protihodnota (a de facto platidlo) v obchodě, transakcích sjednaných formou určité smlouvy, pro sběratelské účely, jako investiční zlato, se všemi výhodami, které zlato nese; nebo v určitých oblastech islámského práva.